# Pak Hyon-suk
Pak Hyon-suk, née le 5 août 1985, est une haltérophile nord-coréenne.

## Biographie

### Palmarès
| Date | Compétition           | Lieu       | Résultat | Catégorie | Total  |
| ---- | --------------------- | ---------- | -------- | --------- | ------ |
| 2006 | Jeux asiatiques       | Doha       | 3e       | - 58 kg   | 224 kg |
| 2007 | Championnats du monde | Chiang Mai | 3e       | - 63 kg   | 240 kg |
| 2008 | Jeux olympiques       | Pékin      | 1re      | - 63 kg   | 241 kg |
| 2011 | Championnats du monde | Paris      | 5e       | - 63 kg   | 241 kg |